# The Time
The Time es un grupo musical formado en los 80 en Minneapolis (Estados Unidos) por Morris Day y Prince, a veces actúan bajo el nombre de "The original 7ven". Su estilo se enmarca en el Minneapolis sound, que combina soul y música dance con funk y rock and roll.
La evolución grupo estuvo marcada por Prince, que según el momento fomentaba o le limitaba su producción
Tras décadas de escasa actividad, El grupo fue relanzado gracias al homenaje a Prince realizado junto a Bruno Mars en los Grammys de 2017.

## Álbumes
- The Time
- What Time Is It?
- Ice Cream Castle
- Pandemonium
- Condensate